# 陳興道
陳 興道（ちん こうどう、チャン・フン・ダオ、ベトナム語：Trần Hưng Đạo / 陳興道、建中3年（1228年） - 興隆8年8月20日（1300年9月3日））は、陳朝大越の皇族・武将。本名は陳 国峻（ちん こくしゅん、チャン・クオック・トアン、ベトナム語：Trần Quốc Tuấn / 陳國峻）で、「興道」は与えられた王号（興道王）である。著作に『兵書要略』『万劫宗秘伝書』などの兵書がある。

## 生涯

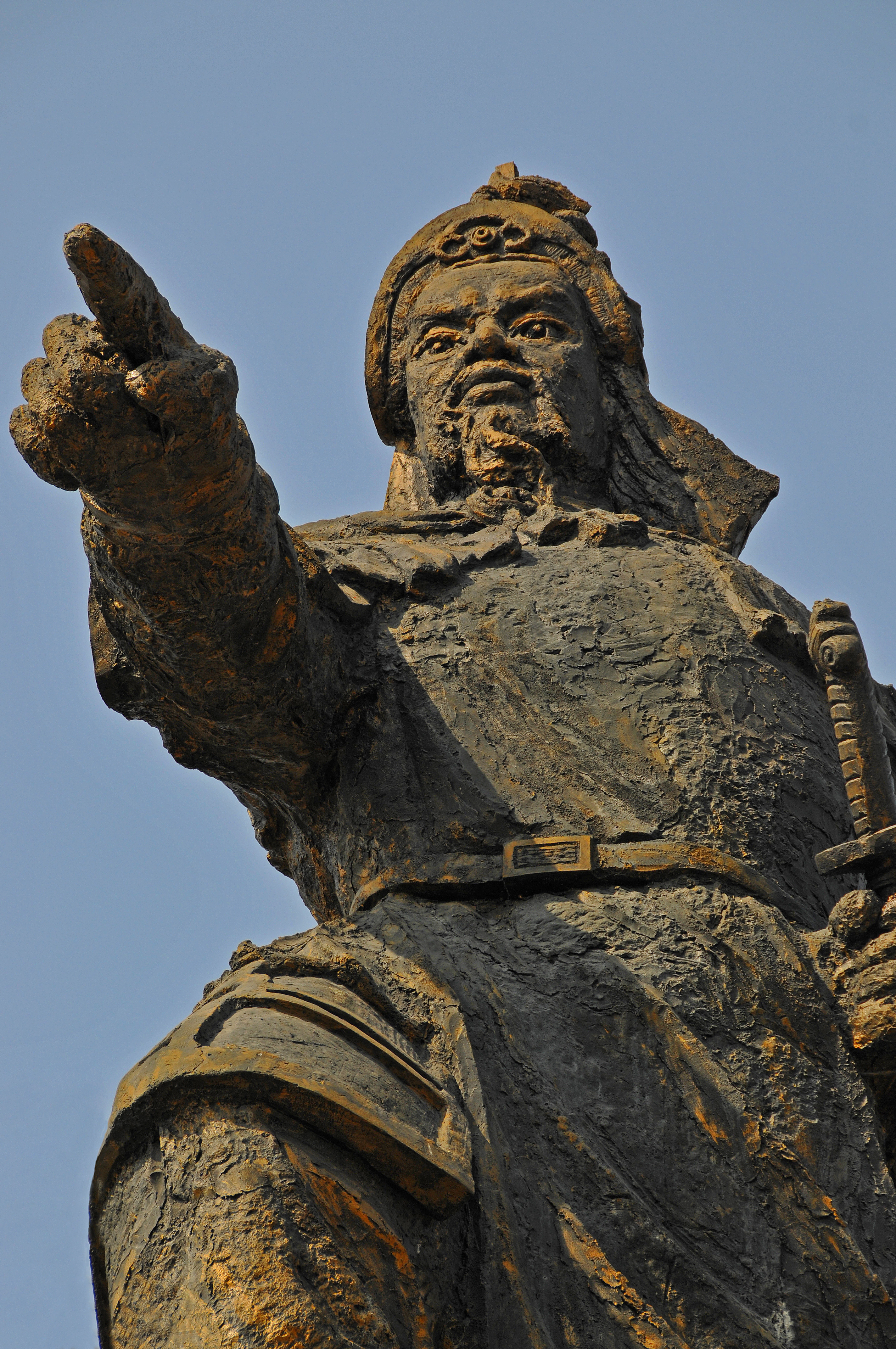
チャン・フン・ダオ像（ホーチミン市1区メリン広場）

安生王陳柳の子として生まれる。陳朝の初代皇帝・太宗の甥にあたる。
父の陳柳が朝廷の実権を握る陳守度によって失脚させられたことから、朝廷と対立していた時期もあった。天応政平19年（1250年）に興道王に封じられたが、翌元豊元年（1251年）2月には皇族の忠誠王と婚姻が決まっていた太宗の妹の天城公主を力尽くで奪って妃としている。だが、智勇に優れた人物であり、後には将軍として重用された。元豊7年（1257年）にモンゴル軍が侵攻してきた時も、大越軍を率いてモンゴル軍を大いに破り、逆に追撃するまでの大勝を収めた。
紹宝4年（1282年）からクビライの建てた元による侵攻を受けると、元の圧迫に恐れをなした皇帝仁宗が降伏しようと言い出したが、陳国峻は「戦わずして降伏するくらいなら、私の首を差し出せ」と言って、断固として反対したという。これに勇気付けられた仁宗は徹底抗戦の構えを固めたと言われている。陳国峻は大越軍の総司令官に任じられ、巧みなゲリラ戦を繰り広げて元軍に大勝した。翌紹宝5年（1283年）10月には国公（陳朝皇族が宰相を兼ねた時に与えられる称号）・節制統領天下諸軍に任じられた。
また、二度目の元軍による大越侵入の直前、『諭諸裨将檄文』を書き、晋の豫譲など古の勇者の例を挙げて、元に対抗すべく軍人の士気を高めるのに尽力した。
朝廷には昭文王陳日燏（チャン・ニャット・ズアット）など外交に長けた人材がおり、また元軍が大越とチャンパ（占城）を同時に攻撃する二方面作戦を取ったため、大越はチャンパ王ジャヤ・シンハヴァルマン3世と長年の遺恨を解消して共同戦線を張り、ゲリラ戦を展開した。重興4年（1288年）、大越軍とチャンパ軍双方のゲリラ戦に悩まされた元軍は遂に撤退を開始した。このとき、陳国峻は元軍を白藤江に追撃して、その軍勢を壊滅させている（白藤江の戦い）。その功績により、翌重興5年（1289年）には特に大王号（「興道大王」）を与えられた。太上皇であった従弟の聖宗は陳国峻を「尚父」と呼び、彼が臣下に侯までの爵位を自由に与え、皇帝には事後報告をすれば良いという特権を与えた。
興隆8年（1300年）の臨終の際、皇帝英宗がその死を惜しんで、陳国峻の病床を訪れたという。死後、朝廷より太師尚父上国公仁武興道大王と追贈された。最大の盟友を失ったジャヤ・シンハヴァルマン3世は、興隆14年（1306年）に英宗の妹の玄珍公主と政略結婚をして、改善された対越関係の維持を図ったが、翌興隆15年（1307年）にジャヤ・シンハヴァルマン3世自身も急死し、疑心に駆られた大越・チャンパ両国は再び泥沼の抗争に突入した。